# كتلة التمايز 4
عنقود التمايز 4 أو كتلة التمايز 4 (بالإنجليزية: cluster of differentiation 4 or CD4)‏هو بروتين سكري عابر للغشاء الخلوي لـ خلية تائية ليمفاوية Th
يعمل كمساعد لمستقبلات الخلية TCR
يرتبط بـ MHC مُعَقَّدُ التَّوافُقِ النَّسيجِيِّ الكَبير من نوع MHC II
- ملاحظة كتلة التمايز 4 (CD4 Cluster of Differentiation) يمكنها الارتباط بـ MHC II
- بينما كتلة التمايز 8 (CD8 ) فيمكنها الارتباط بـالمعقد MHC 1.[1][2][3]

## اقرا أيضا
- عنقود تمايز
- خلية تائية
- معقد التوافق النسيجي الكبير
- نظام المناعة